# Protadio
Protadio (latino: Protadius; fl. 395-400/401) è stato un politico romano attivo alla fine del IV secolo e inizio V.

## Biografia
Aristocratico gallo-romano, era forse nato a Treviri, nella Gallia Belgica, figlio probabilmente di quel tal consularis Minervio che partecipò all'ambasciata del Senato romano presso l'imperatore Valentiniano II assieme a Vettio Agorio Pretestato e a Volusio Venusto.
Nel 395 si recò dalla Gallia a Mediolanum, mentre il fratello Florentino era quaestor sacri palatii; ma poi tornò in Gallia, vivendo sia a Treviri che nella Gallia meridionale.
Fu praefectus urbi di Roma. La data non è accertata, ma è stata stimata tra il 400 e il 401, considerato il fatto che una delle fonti per questa carica, Quinto Aurelio Simmaco, morì nel 402, e che ci sono pochi anni disponibili prima; fu forse successore di Nicomaco Flaviano.